# Molophilus celator
Molophilus celator är en tvåvingeart som beskrevs av Alexander 1942. Molophilus celator ingår i släktet Molophilus och familjen småharkrankar. Inga underarter finns listade i Catalogue of Life.